# Ann Todd (actrice britannique)
Pour les articles homonymes, voir Todd.
À ne pas confondre avec l'actrice américaine Ann E. Todd (1931-).
Dorothy Ann Todd, née le 24 janvier 1909 à Hartford (Cheshire, Angleterre du Nord-Ouest) et morte le 6 mai 1993 à Londres, est une actrice britannique.

## Biographie
de Au théâtre (où elle débute en 1928) comme au cinéma, Ann Todd mène l'essentiel de sa carrière au Royaume-Uni, à l'exception notable d'un film américain d'Alfred Hitchcock en 1947, Le Procès Paradine (avec Gregory Peck), sans doute un de ses plus connus (elle participe à un autre film américain en 1939, La Tour de Londres, dans un petit rôle non crédité). Parmi ses films britanniques — le premier en 1931, le dernier en 1986 —, trois sont réalisés par David Lean (dont Les Amants passionnés en 1949, avec Claude Rains) qui sera un temps son époux. Hors de son pays natal, elle joue également dans une coproduction italo-américano-espagnole en 1962, Le Fils du capitaine Blood (avec Sean Flynn).
À la télévision (américaine et britannique), elle apparaît dans quelques téléfilms (le premier - britannique - en 1938) et séries (notamment, un épisode de la série américaine Alfred Hitchcock présente en 1958 et, ultime prestation, un épisode de la série britannique Maigret en 1992).
Épouse successivement de Victor Malcolm (1933-?), Nigel Tangye (1945-1949) et enfin David Lean (1949-1957) — trois mariages conclus par des divorces —, elle a deux enfants, David Malcolm et Francesca Ann Tangye.
Ann Todd meurt en 1993 d'une crise cardiaque, à 84 ans.

## Filmographie

### Au cinéma (intégrale)
- 1931 : Keepers of Youth de Thomas Bentley
- 1931 : These charming People de Louis Mercanton
- 1931 : The Ghost Train de Walter Forde
- 1932 : The Water Gipsies de Maurice Elvey
- 1934 : The Return of Bulldog Drummond de Walter Summers
- 1936 : Les Mondes futurs ou La Vie future (Things to come) de William Cameron Menzies
- 1937 : Action for Slander de Tim Whelan
- 1937 : The Squeaker de William K. Howard
- 1938 : South Riding de Victor Saville
- 1939 : La Tour de Londres (Tower of London) (non créditée) de Rowland V. Lee
- 1940 : Poison Pen de Paul Ludwig Stein
- 1941 : La Chanson du bonheur (Danny Boy) d'Oswald Mitchell
- 1942 : Ships with Wings de Sergei Nolbandov
- 1945 : Le Verdict de l'amour (Perfect Strangers) d'Alexander Korda
- 1945 : Le Septième Voile (The Seventh Veil) de Compton Bennett
- 1946 : Gaiety George de Leontine Sagan et George King
- 1947 : Le Procès Paradine (The Paradine Case) d'Alfred Hitchcock
- 1948 : Daybreak de Compton Bennett
- 1948 : So Evil my Love de Lewis Allen
- 1949 : Les Amants passionnés (The Passionate Friends) de David Lean
- 1950 : Madeleine de David Lean
- 1952 : Le Mur du son (The Sound Barrier) de David Lean
- 1954 : The Green Scarf de George More O'Ferrall
- 1957 : Temps sans pitié (Time without Pity) de Joseph Losey
- 1961 : Hurler de peur (Taste of Fear) de Seth Holt
- 1962 : Le Fils du capitaine Blood (Il figlio del capitano Blood) de Tulio Demicheli
- 1965 : 31 Degrees in the Shade de Jiří Weiss
- 1972 : The Fiend de Robert Hartford-Davis
- 1979 : The Human Factor d'Otto Preminger
- 1986 : The McGuffin de Colin Bucksey

### À la télévision (sélection)
(séries, sauf mention contraire)

De g. à d. : Patricia Cutts, Ann Todd et Angela Lansbury, dans la série Playhouse 90, épisode The Grey Nurse Said Nothing (1959, photo promotionnelle)

- 1957 : Climax!, saison 4, épisode 12 Shadow of a Memory d'Arthur Hiller
- 1958 : Alfred Hitchcock présente (Alfred Hitchcock presents), Saison 3, épisode 16 Sylvia d'Herschel Daugherty
- 1958-1959 : Playhouse 90
  - Saison 2, épisode 33 Not the Glory (1958) de Robert Mulligan
  - Saison 4, épisode 5 The Grey Nurse Said Nothing (1959)
- 1960 : Les Neiges du Kilimandjaro (The Snows of Kilimanjaro), téléfilm de John Frankenheimer
- 1961 : Thriller, saison 2, épisode 8 Lettre d'amour (Letter to a Lover) d'Herschel Daugherty

## Théâtre (sélection)
Pièces jouées à Londres, sauf mention contraire
- 1929 : The Middle Watch de Ian Hay et Stephen King-Hall, avec Olive Blakeney, Reginald Gardiner
- 1929-1930 : Cynara d'H.M. Harwood, avec Gladys Cooper
- 1931-1932 : Flat to let d'Arthur MacRae, avec Reginald Gardiner
- 1934-1935 : No more Ladies d'A.E. Thomas (à Birmingham)
- 1937-1938 : She was too Young d'Hilda Vaughan, avec Edmund Gwenn
- 1937-1938 : Flood Tide de William Boehnel, d'après le roman The House by the River d'A.P. Herbert
- 1942-1943 : Lottie Dundess d'Enid Bagnold, avec Sybil Thorndike
- 1954-1955 : Macbeth, Peines d'amour perdues (Love's Labour's Lost), Henry IV, 1re et 2e parties (Henry IV, Parts I & II) et La Mégère apprivoisée (The Taming of the Shrew) de William Shakespeare, avec John Neville (excepté la dernière pièce), Ronald Fraser, Donald Moffat